# Gyula Pálóczi
Gyula Pálóczi (13. září 1962 – 28. ledna 2009) byl maďarský atlet, halový mistr Evropy ve skoku do dálky.
Svých největších úspěchů dosáhl v polovině 80. let 20. století na evropských halových šampionátech. V roce 1983 získal stříbrnou medaili, o dva roky později se stal halovým mistrem Evropy. V roce 1985 také vybojoval stříbrnou medaili na halovém mistrovství světa. V této sezóně si vytvořil své osobní rekordy, 815 cm v hale a 825 cm pod širým nebem.